# Franz von der Trenck
Baronul Franz von der Trenck (în germană Franz Freiherr von der Trenck, în croată Barun Franjo Trenk, n. 1 ianuarie 1711 la Reggio di Calabria - d. 4 octombrie 1749 la Brno) a fost un militar austriac.
S-a distins în Războiul de Succesiune Austriacă, fiind în fruntea unor trupe de mercenari croați, specializați în război de gherilă.
În urma insuccesului din bătălia de la Soor împotriva lui Frederic al II-lea al Prusiei, este urmărit și condamnat, fiind nevoit să se retragă în Provinciile Unite.
În 1749 este arestat și închis în fortăreața Špilberk de la Brno, unde își petrece ultima perioadă a vieții.